# Boz (okręg Alba)
Boz – wieś w Rumunii, w okręgu Alba, w gminie Doștat. W 2011 roku liczyła 462 mieszkańców.